# Coppa del Mondo di biathlon 1992
La Coppa del Mondo di biathlon 1992 fu la quindicesima edizione della manifestazione organizzata dall'Unione Internazionale del Pentathlon Moderno e Biathlon; ebbe inizio a Hochfilzen, in Austria, e si concluse a Novosibirsk, in Russia. Nel corso della stagione si tennero ad Albertville i XVI Giochi olimpici invernali, non validi ai fini della Coppa del Mondo, il cui calendario ha dunque contemplato un'interruzione. A fine stagione si tennero a Novosibirsk i Campionati mondiali, il cui calendario incluse solamente le prove a squadre, non previste nel programma olimpico e non valide ai fini della Coppa del Mondo.
In campo maschile furono disputate 14 gare individuali in 7 diverse località; il norvegese Jon Åge Tyldum si aggiudicò la coppa di cristallo, il trofeo assegnato al vincitore della classifica generale; l'ex sovietico Sergej Čepikov era il detentore uscente della Coppa generale.
In campo femminile furono disputate 14 gare individuali in 7 diverse località; l'ex sovietica Anfisa Rezcova si aggiudicò la coppa di cristallo; la connazionale Svetlana Pečërskaja era la detentrice uscente della Coppa generale.

## Uomini

### Risultati
| Data             | Località          | Nazione                           | Spec. | Primo                                                                      | Secondo                                                                                           | Terzo                                                                                              |
| ---------------- | ----------------- | --------------------------------- | ----- | -------------------------------------------------------------------------- | ------------------------------------------------------------------------------------------------- | -------------------------------------------------------------------------------------------------- |
| 19 dicembre 1991 | Hochfilzen        | Austria                           | IN    | Jens Steinigen                                                             | Christian Dumont                                                                                  | Mark Kirchner                                                                                      |
| 21 dicembre 1991 | Hochfilzen        | Austria                           | SP    | Aljaksandr Papoŭ                                                           | Sylfest Glimsdal                                                                                  | Sverre Istad                                                                                       |
| 22 dicembre 1991 | Hochfilzen        | Austria                           | RL    | Russia Anatolij Šdanovič Sergej Tarasov Valerij Medvedcev Aljaksandr Papoŭ | Francia Xavier Blond Stéphane Bouthiaux Lionel Laurent Christian Dumont                           | Cecoslovacchia Petr Garabík Tomáš Kos Martin Rypl Jiři Holubec                                     |
| 16 gennaio 1992  | Ruhpolding        | Germania                          | IN    | Andreas Zingerle                                                           | Valerij Medvedcev                                                                                 | Josh Thompson                                                                                      |
| 18 gennaio 1992  | Ruhpolding        | Germania                          | SP    | Jens Steinigen                                                             | Tomáš Kos                                                                                         | Thierry Gerbier                                                                                    |
| 19 gennaio 1992  | Ruhpolding        | Germania                          | RL    | Italia Pieralberto Carrara Johann Passler Edmund Zitturi Andreas Zingerle  | Germania Frank Luck Mark Kirchner Jens Steinigen Fritz Fischer                                    | Comunità degli Stati Indipendenti Sergej Čepikov Sergej Tarasov Valerij Medvedcev Aljaksandr Papoŭ |
| 23 gennaio 1992  | Anterselva        | Italia                            | IN    | Valerij Kirienko                                                           | Sergej Čepikov                                                                                    | Geir Einang                                                                                        |
| 25 gennaio 1992  | Anterselva        | Italia                            | SP    | Aljaksandr Papoŭ                                                           | Ricco Groß                                                                                        | Jon Åge Tyldum                                                                                     |
| 26 gennaio 1992  | Anterselva        | Italia                            | RL    | Italia Hubert Leitgeb Johann Passler Pieralberto Carrara Andreas Zingerle  | Comunità degli Stati Indipendenti Aljaksandr Papoŭ Sergej Tarasov Valerij Kirienko Sergej Čepikov | Norvegia Geir Einang Jon Åge Tyldum Gisle Fenne Eirik Kvalfoss                                     |
| 8 marzo 1992     | Oslo Holmenkollen | Norvegia                          | SP    | Frode Løberg                                                               | Ludwig Gredler                                                                                    | Wolfgang Perner                                                                                    |
| 9 marzo 1992     | Oslo Holmenkollen | Norvegia                          | RL    | cancellata                                                                 | cancellata                                                                                        | cancellata                                                                                         |
| 10 marzo 1992    | Fagernes          | Norvegia                          | IN    | Mark Kirchner                                                              | Sergej Čepikov                                                                                    | Mikael Löfgren                                                                                     |
| 12 marzo 1992    | Skrautvål         | Norvegia                          | SP    | Patrice Bailly-Salins                                                      | Jon Åge Tyldum                                                                                    | Sylfest Glimsdal                                                                                   |
| 14 marzo 1992    | Skrautvål         | Norvegia                          | IN    | Geir Einang                                                                | Jon Åge Tyldum                                                                                    | Sergej Čepikov                                                                                     |
| 15 marzo 1992    | Skrautvål         | Norvegia                          | RL    | Norvegia I Geir Einang Gisle Fenne Jon Åge Tyldum Frode Løberg             | Austria Ludwig Gredler Wolfgang Perner Franz Schuler Alfred Eder                                  | Norvegia II Eirik Kvalfoss Sylfest Glimsdal Jo Severin Matberg Halvard Hanevold                    |
| 19 marzo 1992    | Novosibirsk       | Comunità degli Stati Indipendenti | IN    | Wolfgang Perner                                                            | Sylfest Glimsdal                                                                                  | Hubert Leitgeb                                                                                     |
| 21 marzo 1992    | Novosibirsk       | Comunità degli Stati Indipendenti | SP    | Wilfried Pallhuber                                                         | Ludwig Gredler                                                                                    | Mikael Löfgren                                                                                     |

Legenda:

IN = individuale 20 km

SP = sprint 10 km

RL = staffetta 4x7,5 km

T = gara a squadre 20 km

### Classifiche

#### Generale
| Pos. | Nome                  | Nazione                           | Punti |
| ---- | --------------------- | --------------------------------- | ----- |
| 1    | Jon Ågle Tyldum       | Norvegia                          | 173   |
| 2    | Mikael Löfgren        | Svezia                            | 145   |
| 3    | Sylfest Glimsdal      | Norvegia                          | 131   |
| 4    | Johann Passler        | Italia                            | 130   |
| 5    | Patrice Bailly-Salins | Francia                           | 129   |
| 6    | Andreas Zingerle      | Italia                            | 122   |
| 7    | Aljaksandr Papoŭ      | Comunità degli Stati Indipendenti | 120   |
| 8    | Gisle Fenne           | Norvegia                          | 112   |
| 9    | Wilfried Pallhuber    | Italia                            | 111   |
| 10   | Geir Einang           | Norvegia                          | 109   |

#### Individuale
| Pos. | Nome             | Nazione                           | Punti |
| ---- | ---------------- | --------------------------------- | ----- |
| 1    | Jon Ågle Tyldum  | Norvegia                          | 89    |
| 2    | Sergej Čepikov   | Comunità degli Stati Indipendenti | 86    |
| 3    | Mark Kirchner    | Germania                          | 82    |
| 3    | Andreas Zingerle | Italia                            | 82    |
| 5    | Geir Einang      | Norvegia                          | 81    |

#### Sprint
| Pos. | Nome                  | Nazione  | Punti |
| ---- | --------------------- | -------- | ----- |
| 1    | Sylfest Glimsdal      | Norvegia | 88    |
| 2    | Patrice Bailly-Salins | Francia  | 85    |
| 2    | Mikael Löfgren        | Svezia   | 85    |
| 4    | Jon Ågle Tyldum       | Norvegia | 84    |
| 5    | Gisle Fenne           | Norvegia | 82    |

#### Nazioni
| Pos. | Nazione  | Punti |
| ---- | -------- | ----- |
| 1    | Norvegia | 5734  |
| 2    | Italia   | 5381  |
| 3    | Francia  | 5356  |
| 4    | Germania | 5244  |
| 5    | Austria  | 4921  |

## Donne

### Risultati
| Data             | Località          | Nazione                           | Spec. | Prima                                                 | Seconda                                                                           | Terza                                                                             |
| ---------------- | ----------------- | --------------------------------- | ----- | ----------------------------------------------------- | --------------------------------------------------------------------------------- | --------------------------------------------------------------------------------- |
| 19 dicembre 1991 | Hochfilzen        | Austria                           | IN    | Anne Elvebakk                                         | Petra Schaaf                                                                      | Elin Kristiansen                                                                  |
| 21 dicembre 1991 | Hochfilzen        | Austria                           | SP    | Antje Misersky                                        | Elena Belova                                                                      | Elin Kristiansen                                                                  |
| 22 dicembre 1991 | Hochfilzen        | Austria                           | RL    | annullata causa pioggia                               | annullata causa pioggia                                                           | annullata causa pioggia                                                           |
| 16 gennaio 1992  | Ruhpolding        | Germania                          | IN    | Uschi Disl                                            | Gabriela Suvová                                                                   | Antje Misersky                                                                    |
| 18 gennaio 1992  | Ruhpolding        | Germania                          | SP    | Anfisa Rezcova                                        | Antje Misersky                                                                    | Petra Schaaf                                                                      |
| 19 gennaio 1992  | Ruhpolding        | Germania                          | RL    | Germania Anfisa Rezcova Antje Misersky Petra Schaaf   | Comunità degli Stati Indipendenti Elena Belova Anfisa Rezcova Svetlana Pečërskaja | Norvegia Signe Trosten Anne Elvebakk Hildegunn Fossen                             |
| 23 gennaio 1992  | Anterselva        | Italia                            | IN    | Nadežda Aleksieva                                     | Anne Briand                                                                       | Elena Golovina                                                                    |
| 25 gennaio 1992  | Anterselva        | Italia                            | SP    | Svetlana Pečërskaja                                   | Grete Ingeborg Nykkelmo                                                           | Anfisa Rezcova                                                                    |
| 26 gennaio 1992  | Anterselva        | Italia                            | RL    | Francia Corinne Niogret Véronique Claudel Anne Briand | Germania Uschi Disl Antje Misersky Petra Schaaf                                   | Comunità degli Stati Indipendenti Elena Belova Anfisa Rezcova Svetlana Pečërskaja |
| 6 marzo 1992     | Oslo Holmenkollen | Norvegia                          | IN    | Anfisa Rezcova                                        | Anne Briand                                                                       | Grete Ingeborg Nykkelmo                                                           |
| 9 marzo 1992     | Oslo Holmenkollen | Norvegia                          | RL    | cancellata                                            | cancellata                                                                        | cancellata                                                                        |
| 10 marzo 1992    | Skrautvål         | Norvegia                          | SP    | Hildegunn Fossen                                      | Anne Briand                                                                       | Anfisa Rezcova                                                                    |
| 12 marzo 1992    | Skrautvål         | Norvegia                          | SP    | Anfisa Rezcova                                        | Delphyne Burlet                                                                   | Petra Schaaf                                                                      |
| 14 marzo 1992    | Skrautvål         | Norvegia                          | IN    | Jiřina Adamičková                                     | Anne Briand                                                                       | Iva Škodreva                                                                      |
| 15 marzo 1992    | Skrautvål         | Norvegia                          | RL    | Francia Corinne Niogret Véronique Claudel Anne Briand | Norvegia Signe Trosten Hildegunn Fossen Elin Kristiansen                          | Germania Uschi Disl Inga Kesper Petra Schaaf                                      |
| 19 marzo 1992    | Novosibirsk       | Comunità degli Stati Indipendenti | IN    | Elin Kristiansen                                      | Anfisa Rezcova                                                                    | Iva Škodreva                                                                      |
| 21 marzo 1992    | Novosibirsk       | Comunità degli Stati Indipendenti | SP    | Anfisa Rezcova                                        | Grete Ingeborg Nykkelmo                                                           | Petra Schaaf                                                                      |

Legenda:

IN = individuale 15 km

SP = sprint 7,5 km

RL = staffetta 3x6 km

T = gara a squadre 15 km

### Classifiche

#### Generale
| Pos. | Nome                    | Nazione                           | Punti |
| ---- | ----------------------- | --------------------------------- | ----- |
| 1    | Anfisa Rezcova          | Comunità degli Stati Indipendenti | 212   |
| 2    | Anne Briand             | Francia                           | 179   |
| 3    | Petra Schaaf            | Germania                          | 173   |
| 4    | Svetlana Pečërskaja     | Comunità degli Stati Indipendenti | 153   |
| 5    | Uschi Disl              | Germania                          | 147   |
| 6    | Grete Ingeborg Nykkelmo | Norvegia                          | 146   |
| 7    | Antje Misersky          | Germania                          | 141   |
| 8    | Jiřina Adamičková       | Cecoslovacchia                    | 136   |
| 9    | Elin Kristiansen        | Norvegia                          | 131   |
| 9    | Iva Škodreva            | Bulgaria                          | 131   |

#### Individuale
| Pos. | Nome             | Nazione                           | Punti |
| ---- | ---------------- | --------------------------------- | ----- |
| 1    | Anfisa Rezcova   | Comunità degli Stati Indipendenti | 98    |
| 1    | Anne Briand      | Francia                           | 98    |
| 3    | Elin Kristiansen | Norvegia                          | 95    |
| 4    | Iva Škodreva     | Bulgaria                          | 82    |
| 5    | Petra Schaaf     | Germania                          | 81    |

#### Sprint
| Pos. | Nome           | Nazione                           | Punti |
| ---- | -------------- | --------------------------------- | ----- |
| 1    | Anfisa Rezcova | Comunità degli Stati Indipendenti | 114   |
| 2    | Petra Schaaf   | Germania                          | 93    |
| 3    | Elena Belova   | Comunità degli Stati Indipendenti | 84    |
| 4    | Antje Misersky | Germania                          | 81    |
| 4    | Anne Briand    | Francia                           | 81    |

#### Nazioni
| Pos. | Nazione                           | Punti |
| ---- | --------------------------------- | ----- |
| 1    | Norvegia                          | 5645  |
| 2    | Germania                          | 5598  |
| 3    | Francia                           | 5341  |
| 4    | Comunità degli Stati Indipendenti | 5328  |
| 5    | Cecoslovacchia                    | 5077  |